# Short Sarafand
Short S.14 Sarafand là một loại tàu bay hai tầng cánh của Anh, do hãng Short Brothers chế tạo.

## Quốc gia sử dụng
Anh Quốc
- Không quân Hoàng gia
  - Viện nghiên cứu thử nghiệm máy bay hàng hải tại Felixstowe

## Tính năng kỹ chiến thuật
Dữ liệu lấy từ The Short "Sarafand" 
Đặc điểm tổng quát
- Kíp lái: 9
- Chiều dài: 89 ft 5 in (27,26 m)
- Sải cánh: 120 ft 0 in (36,59 m)
- Chiều cao: 30 ft 4 in (9,25 m)
- Diện tích cánh: 3.460 sq ft (322 m²)
- Trọng lượng rỗng: 44.753 lb (20.342 kg)
- Trọng lượng có tải: 70.000 lb (31.820 kg)
- Động cơ: 6 × Rolls-Royce Buzzard, 825 hp (615 kW)  mỗi chiếc

 Hiệu suất bay 
- Vận tốc cực đại: 150 mph (130 knot, 246 km/h)
- Tầm bay: 1.450 dặm (1.261 hải lý, 2.335 km)
- Trần bay: 13.000 ft (3.960 m)
- Vận tốc lên cao: 750 ft/phút (3,8 m/s)

Trang bị vũ khí

- Súng: 4 súng máy Lewis 0.303 in; 1 pháo 1½-pounder (37 mm).[2]